# Examen artium
L’Examen artium est, au Danemark et en Norvège, le nom de la certification académique permettant à un étudiant d'être admis à l'université. En Norvège cependant, cette certification a été officiellement abandonnée après 1982, mais le terme est encore parfois utilisé de façon informelle pour désigner le diplôme équivalent actuel, le Videregående skole.
À l'origine, il servait à l'examen d'entrée de l'université de Copenhague en 1630, seule université du Royaume du Danemark et de Norvège jusqu'à la création en 1811 de l'université du Roi Frédérick (université d'Oslo). 